# Associazione Calcio Nuova Maceratese 1996-1997
Questa pagina raccoglie le informazioni riguardanti l'Associazione Calcio Nuova Maceratese nelle competizioni ufficiali della stagione 1996-1997.

## Rosa
| N. |                   | Ruolo | Calciatore               |
| -- | ----------------- | ----- | ------------------------ |
|    | Italia (bandiera) | A     | Leonardo Aiello          |
|    | Italia (bandiera) | C     | Giuseppe Carillo         |
|    | Italia (bandiera) | A     | Salmon Carnevali         |
|    | Italia (bandiera) | C     | Marco Cento              |
|    | Italia (bandiera) | D     | Stefano Colantuono (cap) |
|    | Italia (bandiera) | D     | Gabriele Cosorti         |
|    | Italia (bandiera) | D     | Giuseppe De Amicis       |
|    | Italia (bandiera) |       | M. De Amicis             |
|    | Italia (bandiera) | C     | Ulisse Di Pietro         |
|    | Italia (bandiera) | P     | Fabio Finucci            |
|    | Italia (bandiera) | C     | Luigi Galli              |
|    | Italia (bandiera) | C     | Roberto Lattanzi         |

| N. |                   | Ruolo | Calciatore          |
| -- | ----------------- | ----- | ------------------- |
|    | Italia (bandiera) | C     | Giuseppe Lo Polito  |
|    | Italia (bandiera) | D     | Osvaldo Mancini     |
|    | Italia (bandiera) | D     | Stefano Marcucci    |
|    | Italia (bandiera) | C     | Maurizio Massimi    |
|    | Italia (bandiera) | A     | Giuseppe Mosca      |
|    | Italia (bandiera) | D     | Giuseppe Naccarella |
|    | Italia (bandiera) | A     | Marco Neroni        |
|    | Italia (bandiera) | C     | Giordano Paoloni    |
|    | Italia (bandiera) | A     | Antonio Rebesco     |
|    | Italia (bandiera) | A     | Stefano Sgherri     |
|    | Italia (bandiera) | P     | Sergio Spuri        |
|    | Italia (bandiera) | P     | Mauro Valentini     |